# Leopard 1
A Leopard 1 (vagy Leopard) Nyugat-Németországban kifejlesztett és gyártott közepes harckocsi, amelyet 1965-ben állított szolgálatba a Bundeswehr. A németeken kívül még 13 ország rendelt a harckocsiból, illetve annak különböző változataiból. A Leopard 1 (amelynek kifejlesztését az 1950-es évekbeli sikertelen közös francia-német harckocsifejlesztési program után határozta el az NSZK) a második világháború után tervezett első német harckocsi.

## A fejlesztés története
Nyugat-Németország 1956 novemberében határozta el az addig rendszerben tartott amerikai M47 és M48 Patton harckocsik leváltását. A Leopardnak elnevezett program keretében 1957 nyarán tette közzé az új harckocsival szembeni elvárásait a Bundeswehr (nyugatnémet haderő): a harckocsi nem lehet nehezebb 30 tonnánál, tömeg-teljesítmény arányának legalább 30 LE/t kellett lennie, 20 mm-es páncéltörő lövedéket bármely oldalának fel kellett fognia, továbbá vegyi és nukleáris támadás esetén is megfelelő védelmet kellett nyújtania a személyzet számára. Főfegyverzetként egy 105 mm-es löveget határoztak meg (végül a brit L7A3 105 mm-es, huzagolt csövű ágyút választották), s legalább annyi lőszert kellett szállítania, mint az amerikai tankok. 
A franciák komoly érdeklődést tanúsítottak a program iránt, hiszen saját, AMX–50 programjukat éppen akkoriban állították le. Ennek köszönhetően 1957 nyarán Nyugat-Németország és Franciaország megállapodott egy közös fejlesztési program elindításáról, amelyben három német és egy francia fejlesztőcsapat vett részt, s mindegyiknek két-két prototípust kellett előállítania. 1958-ban Olaszország is csatlakozott a programhoz. 
1960-ban több prototípus tesztelését is elkezdték (még ez előtt, 1959-ben elhatározták a németek, hogy egy második tervezési fázisba kezdenek, melynek keretében továbbfejlesztik a prototípusokat). 1963-ban a nyugatnémet vezetés a Porsche által elkészített Model 734 tervet fogadta el, azonban néhány változtatást hajtottak végre: többek között új tornyot kapott, a motorteret is bővítették, valamint megemelték a test hátulját, és a motor fölé helyezték a hűtőradiátorokat. 
1962-ben a franciák is bemutatták saját modelljüket, amely az AMX–30 nevet kapta. 1963-ban a francia és nyugatnémet vezetés úgy döntött, hogy saját modelljüket gyártják és állítják hadrendbe. Olaszország is először úgy döntött, hogy saját harckocsit fejleszt ki, de végül úgy döntöttek: az amerikai M60A1 harckocsit rendszeresítik (később pedig megvásárolták a Leopard 1 licencét).
1963-ban Nyugat-Németország kormánya szerződést kötött a müncheni Kraus-Maffei Művekkel, valamint a kieli Krupp-Mak cégekkel. Míg előbbi a harckocsit gyártotta, addig utóbbi a páncélozott műszaki járműveket készítette. Az első sorozatot 1965-re gyártották le.

## Felépítése, felszereltsége
A Leopard 1 egy hagyományos elrendezésű harckocsi, ennek megfelelően a torony a test közepén helyezkedik el, a 830 lóerős, V-10-es MTU dízelmotor pedig hátul, hosszában, amelyet egy tűzálló fal választ el a legénységtől.
A vezető elől, jobboldalt foglal helyet, tőle balra helyezték el a lőszertárolót, amelyben összesen 42 darab 105 mm-es lőszert lehet raktározni. A toronyban jobboldalt foglal helyet az irányzó, munkáját egy periszkóp segíti, mögötte pedig a parancsnok ül, akit nyolc periszkóp támogat. A töltő (aki számára két periszkóp áll rendelkezésre) pedig a lövegtől balra helyezkedik el. A löveg fölött van elhelyezve az aktív infravörös éjjellátó berendezés sugárvetője, valamint egy hatalmas fényszóró.

## Mozgékonyság
A harckocsi meghajtását egy MTU B 838 Ca-M500 típusú, V10-es, 830 lóerős dízelmotor biztosítja: műúton 65 km/h sebességre képes. Maximális hatótávolsága 600 kilométer műúton, illetve 450 km terepen. 

## Típusváltozatok

### Harckocsi altípusok
- Leopard 1: alaptípus.
- Leopard 1A1: az első sorozat után kisebb módosításokat hajtottak végre, melyek után a következő három sorozat az A1 jelzést kapta. A módosítások keretében beépítettek egy lövegstabilizátort, melynek segítségével mozgás közben pontosabb tüzelés volt lehetséges. A löveget egy hőkiegyenlítő köpennyel látták el. 1974 és 1977 között minden első sorozatban gyártott Leopard 1-et A1A1-re fejlesztettek, melynek keretében a Blohm & Voss által fejlesztett kiegészítő páncélzattal látták el. Az 1980-as években újabb változtatásokat hajtottak végre: az első Leopard 2-esekről (szintén felújításkor) leszerelt PZB 200 éjjellátó készülékeket szereltek fel a torony jobb felső részére. A módosítások következtében a Leopard 1A1A2 jelzést kapták. A SEM 80/90 típusú digitális rádiókkal felszerelt A1A2 harckocsik az A1A3 nevet kapták.
- Leopard 1A2: az ötödik sorozat 1972 és 1974 között leszállított 232 harckocsija tartozott ebbe a kategóriába. A tornyot erősebb páncélzattal látták el, s felszerelték a korábbi típusokba épített fejlesztéseket. A parancsnok és az irányzó jobb éjjellátót kapott. Mindezek mellett továbbfejlesztett légkondicionálót is beépítettek.
- Leopard 1A3: az ötödik sorozat további 110 harckocsiját új - üreges páncélzattal és ék alakú lövegpajzzsal felszerelt - toronnyal látták el. E változtatások eredményeként amellett, hogy nem került újabb páncéllemez a tankra, mintegy 50%-kal nőtt a harckocsi védelmi képessége. A parancsnoki állást ellátták egy TRP-2A független optikai irányzékkal.
- Leopard 1A4: az 1974-től leszállított hatodik sorozat 250 harckocsija kapta az A4-es jelölést. Külsőre megegyezett az A3-as sorozattal, de új, digitális számítógépes tűzvezető rendszert kapott, ennek nyomán az irányzó egy EMES 12A1 optikai irányzó-berendezést, a parancsnok pedig egy PERI R12 éjjellátóval kombinált optikai periszkópot.
- Leopard 1A5: az 1980-as években úgy döntöttek, hogy a rendszerben tartott A1-es változatokat új tűzvezető-rendszerrel és éjjellátó készülékekkel látják el. A fejlesztések miatt új torony beépítése vált szükségessé. A tornyot felkészítették a Leopard 2 120 mm-es lövegének fogadására, erre azonban nem került sor. 1983-ban a Leopard 2 EMES 15 tűzvezető-rendszeréből továbbfejlesztett EMES 18-ast választották az A5 típus számára, lézeres távolságmérővel és infravörös képalkotóval. 1987-től kezdve szinte az összes, külföldön rendszerben álló Leopard 1-en is elvégezték a módosításokat, így napjainkban ez az altípus tekinthető a standard Leopard 1-nek.
- Leopard 1A6: a Leopard 2 120 mm-es lövegét építették be egy A1A1-be, valamint erősebb kiegészítő páncélzatot szereltek a toronyra. A programot végül 1987-ben felfüggesztették, mert az A5 olcsóbb és sikeresebb megoldásnak bizonyult.

### Egyéb változatok
- Bergepanzer: a Leopard 1 alvázára épülő műszaki jármű.
- Bergepanzer 2: továbbfejlesztett műszaki jármű.
- Gepard: a Leopard 1 alvázára épülő, önjáró légvédelmi gépágyú.
- Biber (Hód): a Leopard 1 alvázára épülő hídvető.

## Alkalmazók
- Németország: 2437 darab; hadrendből kivonva.
- Ausztrália: 71 darab (Leopard 1A3); hadrendből kivonva (59 darab amerikai M1 Abrams váltotta).
- Belgium: 334 darab (Leopard 1A5); a hídvető változat kivételével az összeset kivonták.
- Brazília: 128 darab Leopard 1A1 és 240 darab Leopard 1A5.
- Dánia: a műszaki harcjármű és a hídvető változat hadrendben.
- Ecuador: 30 darab Leopard 1-et vásároltak Chilétől.
- Görögország: 520 darab Leopard 1A5; 223 darabot hamarosan kivonnak a hadrendből.
- Hollandia: 468 darab Leopard 1A5; hadrendből kivonva.
- Kanada: 114 darab Leopard C2 (a Leopard 1A5 módosított változata); 66 darab szolgálatban.
- Libanon: 43 darab belga Leopard 1A5 megrendelve.
- Norvégia: 172 darab Leopard 1; jelenleg a hídvető és műszaki harcjármű szolgálatban.
- Olaszország: 600 darab Leopard 1A2 és 120 darab Leopard 1A5 (nagyrészt helyben, licenc alapján gyártva); hadrendből kivonva.
- Törökország: 337 darab modernizálva Leopard 1T-re.

## Fordítás
- Ez a szócikk részben vagy egészben  a   Leopard_1 című angol Wikipédia-szócikk fordításán alapul.  Az eredeti cikk szerkesztőit annak laptörténete sorolja fel. Ez a jelzés csupán a megfogalmazás eredetét és a szerzői jogokat jelzi, nem szolgál a cikkben szereplő információk forrásmegjelöléseként.